# Хайро Аріас
Хайро Аріас (ісп. Jairo Arias; нар. 2 листопада 1938) — колумбійський футболіст, що грав на позиції нападника.
Виступав, зокрема, за клуб «Атлетіко Насьйональ», а також національну збірну Колумбії.

## Клубна кар'єра
У дорослому футболі дебютував 1957 року виступами за команду «Атлетіко Насьйональ», в якій провів три сезони, взявши участь у 82 матчах чемпіонату. Більшість часу, проведеного у складі «Атлетіко Насьйональ», був основним гравцем атакувальної ланки команди.
Згодом з 1960 по 1965 рік грав у складі команд «Санта-Фе», «Атлетіко Насьйональ», «Онсе Кальдас» та «Уніон Магдалена», вигравши у складі першої титул чемпіона Колумбії у 1960 році.

## Виступи за збірну
20 грудня 1959 року дебютував в офіційних матчах у складі національної збірної Колумбії в матчі відбору на Олімпійські ігри проти Бразилії. У тій грі колумбійці виграли 2:0, але у грі-відповіді за тиждень поступились 1:7 і у фінальну стадію турніру не вийшли.
Згодом у складі збірної був учасником чемпіонату світу 1962 року у Чилі, де зіграв лише в одному матчі проти Уругваю (1:2), а також чемпіонату Південної Америки 1963 року у Болівії, де зіграв три матчі, останній з яких 31 березня проти Еквадору (3:4) став останнім і для Аріаса за збірну. Загалом протягом кар'єри у національній команді провів у її формі 9 матчів.

## Титули і досягнення
- Чемпіон Колумбії: 1960